# 2989 Імаго
2989 Імаго (2989 Imago) — астероїд головного поясу, відкритий 22 жовтня 1976 року.
Тіссеранів параметр щодо Юпітера — 3,614.